# Węgrów Potok
Węgrów Potok – potok, dopływ Lepietnicy. Jest ciekiem 4 rzędu. Cała jego zlewnia znajduje się w Gorcach, ale poza granicami Gorczańskiego Parku Narodowego. Wypływa w lesie, ze źródła na wysokości 927 m na północnych zboczach grzbietu Bukowiny Obidowskiej opadającego do Klikuszowej. Posiada kilka niewielkich dopływów. Spływa w kierunku północno-zachodnim, przed ujściem skręcając na zachód. W zabudowanym obszarze Obidowej uchodzi do Lepietnicy na wysokości około 715 m jako jej lewy dopływ.
Górna część zlewni Węgrów Potoku to porośnięte lasem stoki górskie, środkowa to położone na tych stokach pola uprawne, a dolna zabudowane obszary Obidowej w województwie małopolskim, w powiecie nowotarskim, w gminie Nowy Targ.
W dolnej części swojego biegu potok przepływa przez należące do Obidowej osiedle Węgier i stąd pochodzi jego nazwa.